# 克奧甸尼·阿歷山大·艾柏利斯度
克奧甸尼·阿歷山大·艾柏利斯度（葡萄牙語：Claudinei Alexandre Aparecido，簡稱尼爾，1980年5月2日—），出生于巴西，巴西职业足球运动员，司職前鋒。

## 榮譽
- 克盧日:
  - 羅馬尼亞聯賽: 2009–10
  - 羅馬尼亞盃: 2009–10
- 索菲亞中央陸軍:
  - 保加利亞聯賽: 2007–08

## 連結
- Brazilian FA Database[永久] （葡萄牙文）
- Stats and profile at Zerozero （页面存档备份，存于）
- Stats at ForaDeJogo （页面存档备份，存于） （葡萄牙文）